# Kölner Haie
Kölner Haie (pol. Kolońskie Rekiny) – niemiecki klub hokejowy z siedzibą w Kolonii. Drużyna jest jednym z założycieli rozgrywek DEL z 1994 roku i jednocześnie pierwszym triumfatorem tych rozgrywek w 1995 roku.

## Informacje ogólne
- Nazwa: Kölner Haie (w latach 1972-1994: Kölner EC, od 1994 roku Kölner Haie
- Rok założenia: 1972 jako Kölner EC
- Barwy: czerwono-biało-niebieskie
- Lodowisko: Lanxess Arena
- Adres: Gummersbacher Straße 4, 50679 Kolonia (Deutz)
- Pojemność: 18500

## Dotychczasowe nazwy
- Kölner EC (1972–1994)
- Kölner Haie (od 1994)

## Sukcesy
- Złoty medal mistrzostw Niemiec (8 razy): 1977, 1979, 1984, 1986, 1987, 1988, 1995, 2002
- Srebrny medal mistrzostw Niemiec (5 razy): 1996, 2000, 2003, 2008, 2013, 2014
- Puchar Niemiec: 2004
- Drugie miejsce w Pucharze Europy (2 razy): 1985, 1996
- Zdobywca Pucharu Spenglera: 1999
- Puchar Tatrzański: 2011

## Zawodnicy
Zastrzeżone numery
- 1 – Joseph Heiß
- 4 – Udo Kießling
- 6 – Jörg Mayr
- 8 – Rainer i Ralph Philipp
- 11 – Miroslav Sikora
- 12 – Mirko Lüdemann
- 14 – Detlef Langemann
- 80 – Robert Müller